# Inoue-ha
Inoue-ha (em japonês:  井上派) é uma escola de caratê, afiliada ao estilo Shito-ryu, que foi fundada por Yoshimi Inoue em 2004. O fundador começou a estudar a arte marcial como autodidata na adolescência, depois de comprar um livro. Procurou o mestre Teruo Hayashi, sobre quem lera no livro, e, depois de muito insistir, tornou-se uchi deshi. A linhagem Hayashi-ha serviu de base para a criação.

## História

### Treinamento de Inoue com Sensei Hayashi
Yoshimi Inoue nasceu em Tottori, Japão, em 27 de setembro de 1946. Ele começou seu treinamento de karate-do no sistema Shito-ryu no clube colegial da Universidade de Tottori aos 16 anos. Após a formatura do ensino médio aos 18 anos, para o desalento de seus pais que esperavam que ele se tornasse um médico, Inoue viajou para Osaka para treinar com o falecido Grande Mestre Teruo Hayashi. Depois de uma antiga tradição marcial, Inoue tornou-se um 'uchi deshi' de Soke Hayashi, para trabalhar e ser treinador sob sua orientação vigilante e eventualmente tornou-se um instrutor, ele é o único uchideshi que Soke Hayashi já teve.
Teruo Hayashi é o fundador e Soke de Hayashi-ha Shito-ryu Kai e o estilo Kenshin-ryu de Kobudo, Soke Hayashi estudou com o grande mestre Kosei Kuniba, um dos principais discípulos do fundador da Shito-ryu, Kenwa Mabuni. Com uma fome de conhecimento, Hayashi se aventurou em Okinawa e se tornou famoso por sua prática de viajar para o dojo desafiando os cinturões pretos da escola para competições de kumite. Fora do caminho que isso aceitou, foi assim que o Grão Mestre Hayashi procurou expandir seu karatê prático Conhecimento e se tornou um excelente lutador, ganhando o respeito dos okinawanos dessa maneira.
Do Sensei que Hayashi aprendeu a forma da garça branca, Hakkaku, do Sensei Nakaima, Hayashi aprendeu uma arte familiar chamada Ryuei-ryu . Este estilo é um estilo de tigre do sul importado da China quatro gerações antes da chegada de Hayashi em Okinawa. Depois de um ano comprando o Sensei Nakaima, Hayashi foi o primeiro membro não-familiar autorizado a estudar o estilo. Após viajar para o Japão, Hayashi continuou seu estudo com Kosei Kuniba, Hayashi era o aluno número um de Kuniba Antes de Mestre Kuniba falecer, ele pediu a Hayashi que dirigisse sua organização até seu filho mais novo, Shogo, atingiu um nível de maturidade para igual liderança, honrando os desejos do seu Sensei, Hayashi tornou-se presidente da organização Seishin-Kai em 1959, que serviu até 1970, quando ele renunciou  dua liderança para o herdeiro legítimo do estilo, Shogo Kuniba Teruo Hayashi incorporou seu conhecimento e experiência ao estilo que fundou, Hayashi-Ha Shito-ryu.
Foi nos últimos dias de sua liderança em Seishin-Kai e nos primeiros dias da fundação de Hayashi-ha que Inoue morou em Osaka como uchideshi de Soke Hayashi. Em uma entrevista na revista Karate-do, Soke Inoue descreveu sua vida como um uchideshi:
"Eu costumava limpar o dojo, os banheiros e o escritório e depois treinar até a hora do almoço. Depois de comer, eu faria mais alguns treinamentos e então os alunos viriam por volta das quatro ou cinco da tarde, então eu ensinava. Quando eles terminaram o treinamento eu faria mais alguns treinamentos. Muito treino o dia todo. Eu era o único assistente de Hayashi Sensei, costumávamos passar por Kihon de novo e de novo todos os dias ... mais e mais. Quando começamos, havia muitos iniciantes, principalmente faixas brancas, mas com o tempo começamos a ficar com faixas superiores."

1. ↑  «IKHomeMain» (em espanhol)[ligação inativa]
2. ↑  «Inoue Ha History» (em inglês). Arquivado do original em 18 de fevereiro de 2010
3. ↑  «Martial Art History» (em inglês). Arquivado do original em 7 de setembro de 2012